# Limnophilomyia niveipes
Limnophilomyia niveipes är en tvåvingeart som beskrevs av Alexander 1956. Limnophilomyia niveipes ingår i släktet Limnophilomyia och familjen småharkrankar.
Artens utbredningsområde är Uganda. Inga underarter finns listade i Catalogue of Life.